# Hippopsis iuasanga
Hippopsis iuasanga là một loài bọ cánh cứng trong họ Cerambycidae.